# Přepychy

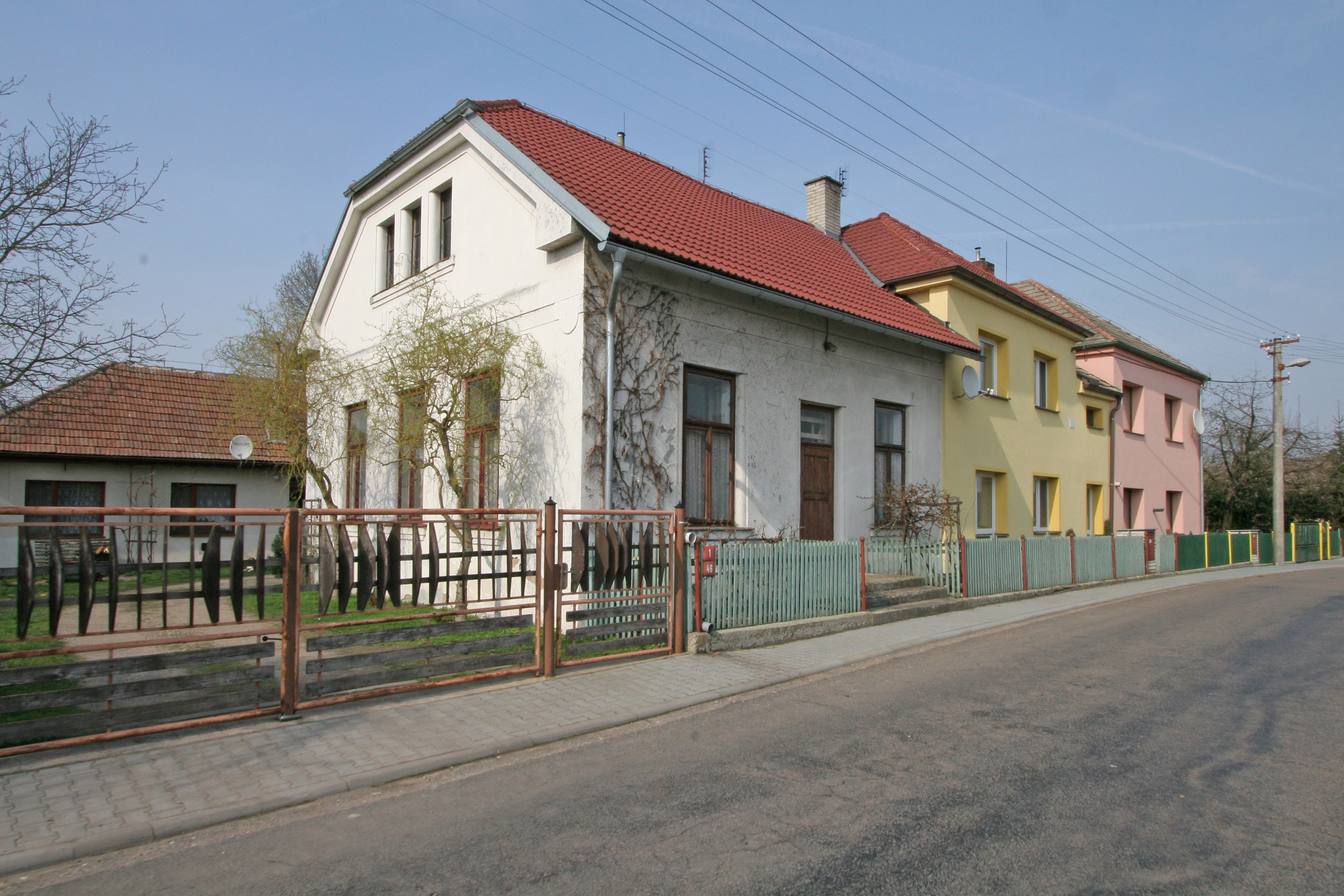
Dorfstraße

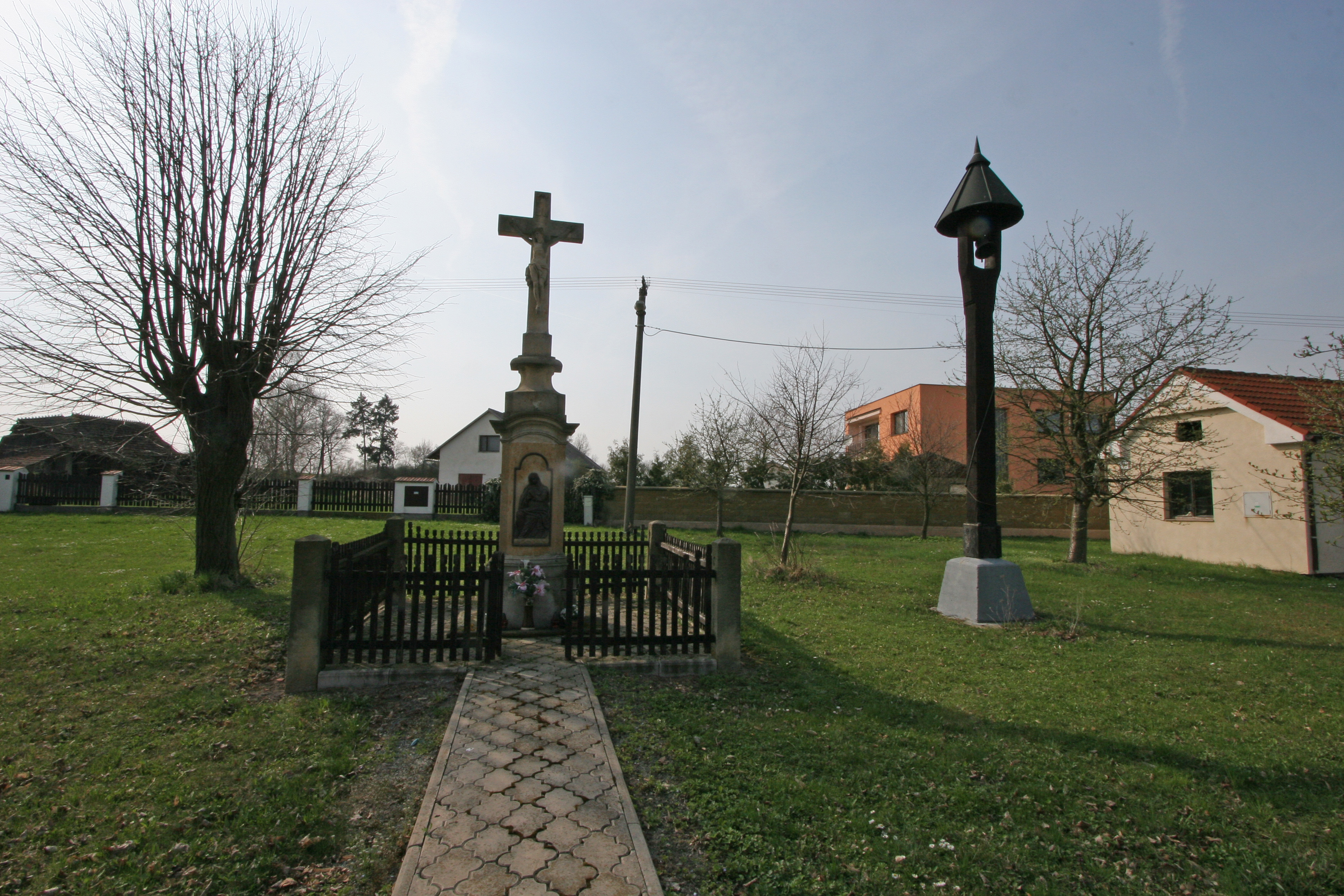
Kreuz und Glockenbaum

Přepychy (deutsch Przepich, 1939–45 Pschepich) ist eine Gemeinde in Tschechien. Sie liegt sieben Kilometer südöstlich von Chlumec nad Cidlinou und gehört zum Okres Pardubice.

## Geographie
Přepychy befindet sich am Fuße der Dobřenická plošina (Dobrzenitzer Hochfläche) in der Středolabské tabule (Tafelland an der mittleren Elbe). Das Dorf liegt auf einer Anhöhe zwischen den Bächen Babidolský potok und Strašovský potok. Nordwestlich liegt der Teich Babidolský rybník, südlich der Strašovský rybník. Im Südosten erhebt sich die Sušina (259 m n.m.), nordwestlich der Tátrum (264 m n.m.).
Nachbarorte sind Písek und Stará Voda im Norden, Chýšť, Malé Výkleky und Voleč im Nordosten, Žáravice, Amerika und Vápno im Osten, Sopřeč im Südosten, Strašov und Kladruby nad Labem im Süden, Bukovina und Komárov im Südwesten, Újezd u Přelouče im Westen sowie Štít und Klamoš im Nordwesten.

## Geschichte
Die erste Erwähnung von Přepychy erfolgte im Jahre 1337. Nach dem Untergang der Burg Hradišťko gehörte das Dorf zur Herrschaft Žiželice, die im 16. Jahrhundert von den Herren von Pernstein erworben wurde. 1543 verkaufte Johann von Pernstein die Herrschaft an König Ferdinand I. König Matthias überschrieb 1611 die Herrschaften Chlumetz und Žiželice für treue Dienste bei der Erlangung der Böhmischen Krone an Wenzel Graf Kinsky von Wchinitz und Tettau, der beide Herrschaften vereinigte.
Im Jahre 1833 bestand das im Bidschower Kreis gelegene Dorf Přepich aus 35 Häusern, in denen 190 Personen lebten. Im Ort gab es ein Wirtshaus und eine Mühle. Pfarrort war Wapno. Bis zur Mitte des 19. Jahrhunderts blieb Přepich der Fideikommissherrschaft Chlumetz untertänig.
Nach der Aufhebung der Patrimonialherrschaften bildete Přepychy ab 1849 einen Ortsteil der Gemeinde Vápno im Gerichtsbezirk Chlumetz. Ab 1868 gehörte das Dorf zum Bezirk Neubydžow. 1869 hatte Přepychy 191 Einwohner und bestand aus 28 Häusern. Im Jahre 1900 lebten in Přepychy 195 Menschen, 1910 waren es 215. Přepychy löste sich 1904 von Vápno los und bildete eine eigene Gemeinde. 1930 hatte Přepychy 221 Einwohner und bestand aus 44 Häusern. Nach dem Zweiten Weltkrieg wurde der Großgrundbesitz der Grafen Kinsky enteignet. Im Jahre 1949 wurde die Gemeinde dem Okres Přelouč zugeordnet, seit 1960 gehört Přepychy zum Okres Pardubice. Beim Zensus von 2001 lebten in den 40 Häusern der Gemeinde 78 Personen.

## Sehenswürdigkeiten
- Steinernes Kreuz im Ortszentrum
- Hölzerner Glockenbaum
- Gedenkstein für die Gefallenen des Ersten Weltkrieges